# 小行星3216
小行星3216（3216 Harrington）是一颗围绕太阳公转的小行星。1980年9月4日，愛德華·鮑威爾在可可尼诺县发现了此天体。
該小行星以美國天文學家羅伯特·薩頓·哈靈頓命名。
这颗小行星的绝对星等为224.1024616700962等。